# 约伯的道德
《约伯的道德》是一本十二世纪抄于熙笃修道院 (法语: Abbaye de Cîteaux) 的泥金裝飾手抄本。 这幅作品现在保存在第戎市图书馆里、编号MS 168-170和173。《约伯的道德》的名气是在于抄写者书白边用的幽默的首字母。